# Hans Wilsdorf
Hans Wilsdorf (Kulmbach, Baviera, 22 de marzo de 1881 - Ginebra, 6 de julio de 1960) fue un relojero y empresario alemán, fundador de la manufactura de relojería Rolex.
Tras trabajar para un relojero suizo en La Chaux-de-Fonds, en 1905 se mudó a Londres y estableció la importadora de relojes Wilsdorf & Davis. Debido a los altos impuestos de lujo para las importaciones de bienes de lujo durante la Primera Guerra Mundial en el Reino Unido, en 1919 Wilsdorf emigró a Suiza y el año siguiente estableció la empresa Montres Rolex S.A. en Ginebra.
En 1944, estableció la Hans Wilsdorf Foundation.

## Infancia y primeros años

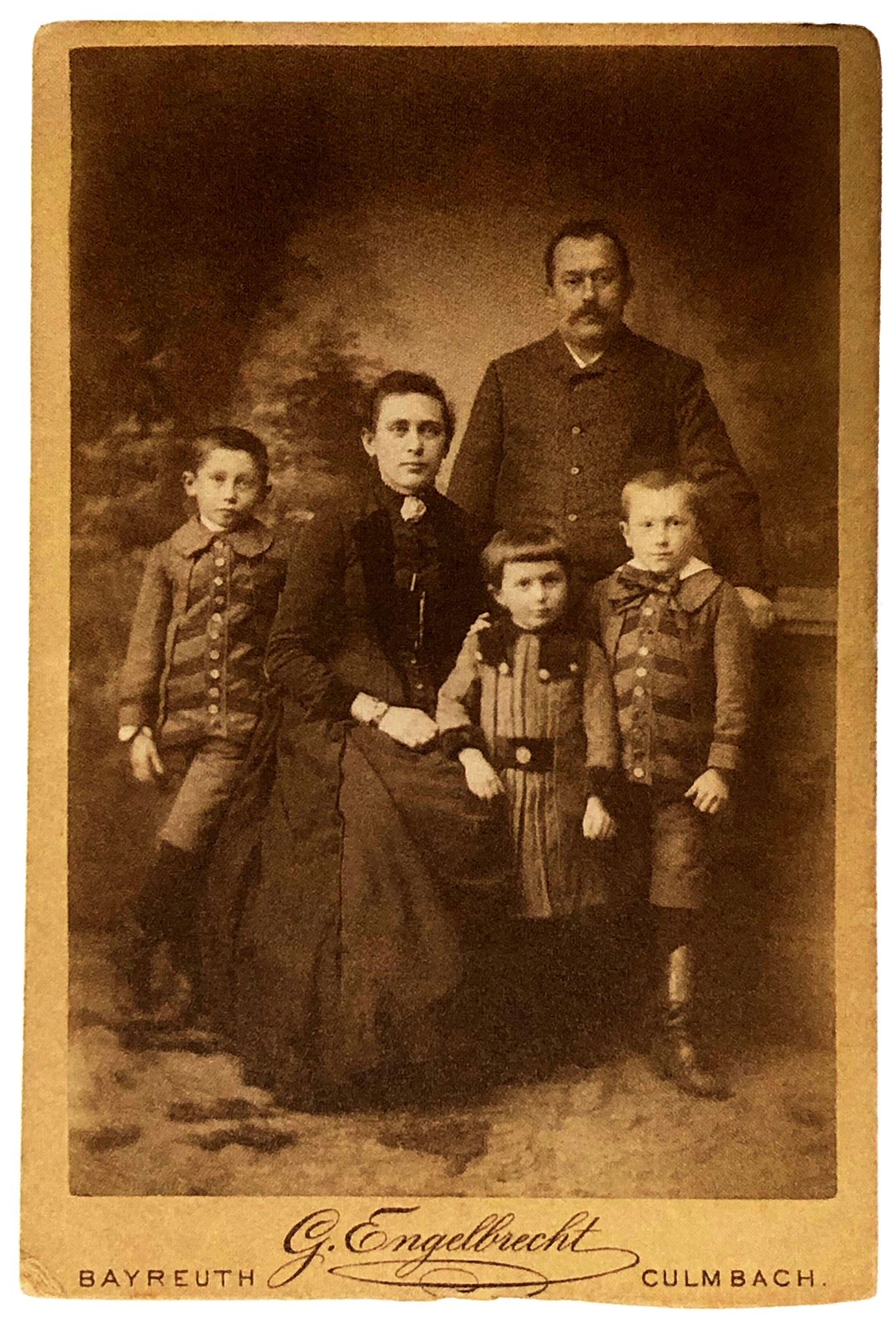
Hans Wilsdorf (derecha) junto a sus padres y hermanos

Hans Wilsdorf nació en Kulmbach, Alemania. Hijo de Anna y Johan Daniel Ferdinand Wilsdorf, padres protestantes, fue el segundo de tres hijos. Su madre falleció cuando era niño, y quedó huérfano a los 12 años al fallecer su padre poco después. El destino de Hans quedó en manos de sus tíos, quienes vendieron el próspero negocio familiar que había pertenecido a su abuelo, y después a su padre. Hans, junto a su hermano y su hermana, estudió en distinguidos internados donde recibió una gran educación.
Hans Wilsdorf escribió su autobiografía, Rolex Jubilee Vade Mecum, y la publicó en 1946. Constaba de 4 volúmenes. En su autobiografía, Hans declaró: "Mis tíos no fueron indiferentes a nuestro destino. Sin embargo, al enseñarme a ser autosuficiente desde una edad muy temprana, adquirí el hábito de cuidar mis posesiones. Si miro hacia atrás, pienso que gran parte de mi éxito se debe a aquello". 
Hans Wilsdorf destacó en matemáticas y en lenguas, lo que le alentó a viajar y trabajar en diferentes países. Comenzó su carrera como aprendiz en una compañía de exportación de perlas muy influyente a nivel internacional. La valiosa experiencia que Hans obtuvo jugó un papel primordial en sus negocios futuros. 
En 1900, Hans comenzó su carrera en relojería suiza al mudarse a La Chaux-de-Fonds para trabajar como corresponsal inglés y dependiente en la influyente empresa de relojería Cuno Korten, calle Léopold Robert. Allí obtenía un salario de 80 francos suizos. En esa época, Cuno Korten exportaba alrededor de un millón de francos en relojes de bolsillo anualmente. Cuno Korten trabajaba con relojes marcaban la hora de forma precisa. Durante esa etapa en Cuno Korten, Hans Wilsdorf adquirió un gran conocimiento sobre relojería y sobre cómo se producían los distintos tipos de relojes por todo el mundo.

## 1905: Creación de Wilsdorf & Davis
En 1903, Hans Wilsdorf se mudó a Londres (Inglaterra), donde trabajó para otra empresa de relojería de gran calidad. En 1905 - con una cantidad de dinero modesta - Hans montó un negocio con Alfred Davis llamado Wilsdorf & Davis, ubicado en el 83 Hatton Gardens en Londres, Inglaterra. El objetivo de Wilsdorf & Davis era proporcionar relojes de alta calidad a precios razonables.

## 1908: Creación de Rolex
En el 50° aniversario de Rolex, en 1958, Hans Wilsdorf compartió la historia de cómo concibió el nombre de "Rolex" en 1908: "Probé a combinar las letras del alfabeto de todas las maneras posibles. Obtuve unos 100 nombres pero ninguno era el correcto. Una mañana sentado en la imperial del ómnibus - tirado en aquel entonces por caballos - que me conducía a lo largo de Cheapside, en la ciudad de Londres, un genio bueno me susurró al oído: "Rolex". Unos días más tarde se depositó la marca "Rolex", registrada posteriormente en Suiza de forma oficial por Wilsdorf & Davis.
Durante la primera década de 1900, los relojes de bolsillo eran ubicuos, mientras que se veía con malos ojos a los relojes de pulsera - denominados "brazaletes" en aquella época. Hans Wilsdorf creyó antes que nadie en el potencial del reloj de pulsera y dedicó su vida a popularizarlos. Wilsdorf se había percatado en 1902, mientras trabajaba en La Chaux -de-Fonds, de que Hermann Aegler - con base en Bienne, Suiza - había comenzado a fabricar "ébauches"; movimientos en bruto para relojes de alta calidad con un escape y palanca más pequeños. En 1905, Hans viajó a Bienne, Suiza, e hizo un pedido a Hermann Aegler: resultó ser el encargo de relojes de pulsera más grande de la historia. Esto inició una colaboración a largo plazo entre Aegler y Rolex, hasta que un siglo después Rolex adquirió Aegler.

## Primera Guerra Mundial
En 1914 estalló la Primera Guerra Mundial, una década después de haberse mudado a Londres y época en la que Wilsdorf cambió el nombre de la marca, de Wilsdorf & Davis a The Rolex Watch Company Ltd. Catorce días antes del inicio de la Primera Guerra Mundial, el 14 de julio de 1914, Rolex obtuvo el primer certificado de alta precisión otorgado a un reloj de pulsera por el conocido Observatorio de Kew. Rolex había crecido muy rápido, y en 1914 ya contaba con más de 40 empleados en su plantilla.
Ese mismo año, Hans Wilsdorf escribió:
«En mi opinión... los relojes de bolsillo van a desaparecer casi por completo, y ¡serán remplazados, indudablemente, por los relojes de pulsera! No me equivoco en lo que digo, y veréis que estoy en lo cierto».
En 1915, el gobierno británico aumentó en un 33 % las tasas aduaneras, propiciando, así, el traslado de la sede internacional de Rolex de Londres, Inglaterra a Bienne, Suiza. En 1919, Rolex trasladó su sede a Ginebra en Suiza, donde permanece hasta nuestros días.

## 1927: El Rolex Oyster
En 1927, Rolex patentó y presentó su primer reloj hermético comercialmente viable, conocido como «Rolex Oyster». Rolex seleccionó a una serie de distribuidores de relojes en cada ciudad para que actuaran como distribuidores exclusivos de la marca y les proporcionó a cada uno un escaparate que consistía en un acuario con plantas marinas y peces dorados, flotando alrededor de un reloj de pulsera Rolex «Oyster». ¡Los viandantes quedaban sorprendidos de ver un reloj funcionar a la perfección bajo el agua!
Hans Wilsdorf se percató de que el lanzamiento del Rolex Oyster era una importante innovación en el mundo de la relojería e invirtió una gran cantidad de recursos en publicidad. La nadadora Mercedes Gleitze se convirtió en la primera embajadora de Rolex, tras cruzar el canal de la Mancha a nado con un Rolex en su muñeca.
Después de ella, Hans Wilsdorf se decantó por el rey de la velocidad, sir Malcolm Campbell, para representar a Rolex como embajador de la marca. Malcolm Campbell batió el récord de velocidad 9 veces entre 1924 y 1935.

## 1931: El Rolex Perpetual
En 1931, cuatro años después de impresionar al mundo con el primer reloj hermético, el Rolex Oyster, la marca lanzó el primer reloj de pulsera con un movimiento mecánico automático, al que denominaron «Rolex Perpetual». El Rolex perpetual es capaz de dar cuerda automáticamente a su movimiento mediante la energía capturada por el rotor, que gira sobre un eje central dentro del reloj Rolex. Al igual que el Rolex Oyster, el Rolex Perpetual supuso otro hito en la historia de la relojería.

## Segunda Guerra Mundial
Al inicio de la Segunda Guerra Mundial, los pilotos de la Royal Air Force compraron relojes Rolex para reemplazar sus relojes corrientes. No obstante, cuando fueron capturados y enviados a los campos de prisioneros, se los confiscaron. Cuando Wilsdorf se enteró, se ofreció a reemplazar todos los relojes confiscados sin pago hasta el final de la guerra, siempre y cuando los oficiales escribieran a Rolex explicando las circunstancias de su pérdida y especificando el lugar en el que se encontraban retenidos. El propio Wilsdorf supervisó este proceso.

## 1945: Fundación Hans Wilsdorf
Hans Wilsdorf y su primera mujer, Florence Frances May Wilsdorf-Crotty, no tuvieron hijos, y ella falleció a causa de una enfermedad en 1944, durante la Segunda Guerra Mundial. En 1945, Hans Wilsdorf fundó la Hans Wilsdorf Foundation, a la que transfiere el 100 % de sus acciones. Hasta el día de hoy, la Hans Wilsdorf Foundation es propietaria de Rolex y destina una gran parte de sus ganancias a organizaciones y causas benéficas en Ginebra, Suiza.

## 1945: El Rolex Datejust
En 1945, Rolex marcó otro hito relojero al presentar el primer reloj de pulsera con una ventana que mostraba automáticamente la fecha, mediante el uso de una rueda de fecha. El Rolex Datejust supuso otra revolucionaria innovación en el mundo de la relojería que acabó en la muñeca de numerosos líderes mundiales como sir Winston Churchill y el presidente de Estados Unidos Dwight D. Eisenhower.

## 1946: Creación de Tudor
Wilsdorf también estableció en 1946 la marca de relojes de alta calidad y de bajo precio: Tudor, una empresa filial de Rolex. El 6 de marzo de 1946, Hans Wilsdorf declaró lo siguiente respecto a la marca Tudor:
«Llevaba muchos años considerando la idea de crear relojes que nuestros distribuidores pudieran vender a un precio un poco más bajo que el de nuestros Rolex, pero alcanzando los mismos niveles de confianza por los que Rolex es reconocido en todo el mundo. Por eso decidí fundar una empresa específicamente dedicada a la fabricación y venta de estos nuevos relojes. Esta empresa se llama Montres Tudor S.A.» 

## 1954: El Rolex Submariner
En 1945, Rolex lanzó su primer reloj de submarinismo, el «Rolex  Submariner». Rolex contó con el legendario explorador y submarinista francés Jacques-Yves Cousteau para probar los primeros prototipos del Rolex Submariner. Este reloj empezó a comercializarse tras su presentación en el salón de relojería Basel Fair Show, en 1954.

## 1954: El Rolex GMT-Master
En 1954, Rolex lanzó otro revolucionario y vanguardista «reloj herramienta», el GMT-Master. El GMT-Master disponía de las características habituales de Rolex —la caja hermética Oyster, el movimiento Perpetual, los índices y las agujas luminosos—, pero incluía una aguja 24 horas diseñada para indicar la hora de un segundo huso horario. Además, disponía de un bisel giratorio 24 horas luminoso. El GMT-Master fue originalmente diseñado para los pilotos de la aerolínea norteamericana Pan American World Airways y los trotamundos.

## 1955: El Rolex Day-Date
En 1955, Rolex presentó el modelo Day-Date, primer reloj en mostrar la fecha en una ventana y el día de la semana en otra. Esto permitió al portador del reloj identificar con un solo vistazo el día de la semana y la fecha del mes. El Day-Date era bastante similar al Rolex Datejust de 36 mm de diámetro, pero poseía una caja ligeramente más grande.

## 1956: El Rolex Milgauss
El Rolex Milgauss se lanzó en 1956, con el número de referencia 6541. Este reloj, capaz de resistir a los campos magnéticos, fue diseñado para científicos que trabajaban en laboratorios como el CERN en Ginebra y empleados de centrales eléctricas o instalaciones médicas que pudieran verse afectadas por el magnetismo. El Rolex Milgauss original contaba con una aguja adicional en forma de rayo, y se parecía al Rolex Submariner.

## 1960: Fallecimiento y legado
Hans Wilsdorf falleció en Ginebra, Suiza el 6 de julio de 1960. Fue  enterrado en el Cementerio de los Reyes, en Ginebra, junto a su primera y segunda esposa. El legado de Hans Wilsdorf y su contribución al mundo de la relojería es incomparable. La Hans Wilsdorf Foundation, fundada en 1945, es todavía propietaria de Rolex. A pesar de su fallecimiento en 1960, tanto Rolex como su fundación continúan fieles a su visión original: perdurar en el tiempo.